# Regé-Jean Page
Regé-Jean Page (født 24. januar 1988) er en zimbabwisk og engelsk skuespiller. Fra og med 2020 spiller Page i Netflix-dramaet, Bridgerton som Simon Basset, Duke of Hastings.

## Filmografi
- Bridgerton – 2020
- Mortal Engines – 2018
- Survivor - 2015
- Harry Potter og Dødsregalierne - del 1 – 2010[3]